# Cserszegtomaj
Cserszegtomaj è un comune dell'Ungheria di 2.025 abitanti (dati 2001). È situato nella contea di Zala.